# 魔王陛下RETRY！
《魔王陛下RETRY！》是神埼黑音寫作的日本輕小說。文庫版（Monster文庫版）由緒方剛志、新裝版（M Novels版）由飯野誠繪製插畫。2016年10月10日在小說投稿網站「成為小說家吧」開始連載，並在實體小說發售後完結，後續則由新裝版接續。
2018年10月累計發售20萬冊以上。2017年10月20日在雙葉社出版的雜誌《WEB Comic Action》連載漫畫，作畫。2019年7月3日開始在TOKYO MX播放電視動畫。

## 故事簡介
身為遊戲營運者的社會人士大野晶，於某天發現自己身處異世界的森林，而自身也變成了遊戲中的角色「魔王九內伯斗」。對此狀況感到混亂的伯斗，在被怪物襲擊後將其擊敗，並救了名為亞可的少女。為了瞭解這個世界的情況，伯斗決定和亞可一起行動。

## 登場角色

### 主要角色
九內伯斗（聲：津田健次郎）
作品男主角，在現實世界的姓名是大野晶，是電腦網絡遊戲「無盡遊戲」(Infinity Game) 的設計者。因為異世界的惡魔崇拜者祈求座天使進行召喚儀式，而被從遊戲中召喚到這個異世界。在遊戲中身分為不夜城「魔王」九內伯斗，本身擁有對這世界來說絕對強大的實力，剛到這世界就將惡魔王秒殺，因而被亞可誤認為是魔王。隨着故事發展，九內伯斗的「魔王」身份越來越響亮，普遍被這世界的人認為是傳說中反抗「巨大的光明」，並「支配著黑夜」的魔王墮天使路西法。為了方便，在特定情況自身也會承認魔王這一身分。九內伯斗具備對30級以下物理傷害的絕對抗性，但卻對魔法攻擊完全沒轍，為了彌補這點，來到這世界後一直在尋找能夠抵抗魔法的手段。
霧雨零（聲：森久保祥太郎／熊谷健太郎〔R〕）
九內伯斗的其中一個身分，外表宛如暴走族般的熱血青年，是大野晶童年憧憬的英雄，被視為黑歷史。因其穿著的特攻服後背上有著龍形的圖樣，以及強大的實力，而被人誤認為「龍人」。

### 伯斗的夥伴及親信
亞可（聲：高尾奏音／麻倉桃〔R〕）
伯斗最初相遇的少女。從小被村子的人欺凌，甚至被當活祭品。感受到伯斗對自己的親切善良後，對伯斗有了好感。她左右雙眼瞳色各異，髮蔭常常遮擋左眼。
忒瓏（聲：木下鈴奈／井口裕香〔R〕）
女性，惡魔和人類混血生下的魔人。在被霧雨零救下後，迷戀上霧雨零。因為擁有透過顏色來看到人類的靈魂和分辨善和惡的事物這個能力，所以知道伯斗和零是同個人，後為了能見到伯斗的另一個身分零，答應成為伯斗的下屬。現以自身能力協助管理拉比村。
桐野悠（聲：佐藤利奈／日笠陽子〔R〕）
伯斗的八名親信之一，女性，天才醫生、病嬌女，同時也是個瘋狂科學家。原本喜歡的是正太以及女孩男裝，但在與長官伯斗相處久後，接觸了大野晶的溫柔內心，漸漸開始迷戀長官伯斗，並在面對與伯斗有關的事情時，變得比以往更令人畏懼。
田原勇（聲：關智一／駒田航〔R〕）
伯斗的八名親信之一，男性，有位妹妹名叫真奈美，重度妹控，對妹妹以外的女性全不感興趣。總是散發著慵懶的氣息，但實際上是個天才，且擅長各種槍械武器。受九內之命，將拉比村重新改建成新的根據地，但經常過度解讀九內命令及想法，為此令九內相當困擾。
藤崎茜（聲：和氣杏未〔R〕）
伯斗的八名親信之一，女性，充滿陽光朝氣的女孩，有些天然呆，自稱不夜城的偶像。雖行為上看似不著調，但具備優秀的技能【強運】，能靠著運勢躲避任何危險，進入戰鬥狀態時，則手持可變化的雙枴棍或長棍，靠著靈巧走位進行近身戰。擁有著"秘密情報員"的特殊能力，與自身是否有意願無關，具有被動收集情報的能力，此外還能提高發現機率、提升隱密能力等。在被伯斗召喚出來前，就意識到自己此前被困在某人創造的世界，並一直希望能被那個人解放，但卻始終得不到回應，因而開始對那個人產生厭惡，直到與伯斗相處後，意識到伯斗內心的就是那個人。這發現相當接近真相，讓大野晶頗為擔憂。在向伯斗請示後，茜帶著敏可一同闖入魔族領第一奴隸市場，並消滅惡魔串刺公，救出受困的奴隸。
近藤友哉
伯斗的八名親信之一，宅男。
宮王子蓮
伯斗的八名親信之一，女性。
的場靜
伯斗的八名親信之一，女性。
野村武文
伯斗的八名親信之一，男性。
加藤勝
伯斗的八名親信之一，男性。

### 聖光國

#### 三聖女及下屬
露娜·艾蕾岡特（Luna Elegant，聲：石原夏織／鈴木愛奈〔R〕）
三聖女中的三女，號稱「黃金聖女」。擁有高超的魔法才能。性格任性，本來要討伐被稱為魔王的九內伯斗，但對方制伏後還被打了好幾下屁股作為懲罰，後與其成為夥伴，自身領地也同意讓伯斗建立復興一個村落，與伯斗相處久了，漸漸對伯斗有了好感。在營救伊葛兒時，被及時出現的九內救下，並確定自己喜歡上他這件事。
祈菈·克茵（Killer Queen，聲：戶松遙／千本木彩花〔R〕）
三聖女中的次女，號稱「末日聖女」。人如其名，個性十分兇狠好戰。曾幾度被化身為霧雨零的九內所救，因此非常迷戀霧雨零。
安潔兒·懷特（Angel White，聲：豐崎愛生／內田彩〔R〕）
三聖女中的長女，號稱「純白聖女」。她是三姐妹中最具常識的人，需要經常制止其他兩人的脫序行動。起初以為被稱為魔王的九內伯斗是邪惡的存在，誤以為妹妹露娜被其所惑，而親自前往妹妹的領地確認。在來到伯斗重新打造的領地後，意外誤入了伯斗所建立的溫泉旅館男湯，並在與伯斗面對面相處了半天後，獲得伯斗所贈的天使光環。在伯斗送自己回神都後，確認了其並無敵意，只是想打聽關於熾天使的訊息，以及伯斗其實是受到座天使的召喚才來到這世界，加上伯斗還具有製造天使光環的能力，因而對伯斗有所改觀，甚至對伯斗有了類似喜歡的感覺。尤其是九內伯斗不需要魔法咒語就能直接移動到神都，堪比「熾天使之跳躍」，這令安潔兒懷疑這位魔王其實是傳說的「墮天使路西法」。
莽特·富士（聲：稻田徹）
三聖女中次女祈菈·克茵的從屬騎士。他們一律鬅客（punk）衣著與髮型。

#### 貴族及下屬
艾比芙萊·巴特夫雷（Ebifry Butterfly，聲：齊藤貴美子）
巴特夫雷家族現任家主，貴族夫人集團的中心人物。在露娜的介紹下與九內合作，替其介紹客源發展拉比村，甚至自己也搬遷至拉比村療養。非常關心露娜，曾多支持並協助露娜的行動。家族遺傳異常肥伴的身軀。接受着桐野攸的醫學美容療程，漸漸變瘦。
卡琪芙萊·巴特夫雷（Kakifry Butterfly）
艾比芙萊·巴特夫雷的妹妹，領導著少數有藝術風度的貴族集團，與姐姐不合經常明裡暗裡相互較勁。家族遺傳異常肥伴的身軀。
馬歇爾·亞茲（Martial Art，聲：內田直哉／家中宏〔R〕）
武斷派的貴族領袖，聖光國戰士長。以注重國家安全為考量，即使年事已高，依舊盡心盡力輔佐聖女。起初對於自稱魔王的九內抱有警戒，甚至一度以為其與艾比芙萊合作想利用露娜發動政變，但在慢慢了解後，逐漸對其改觀。
桑博（Command Sambo，聲：鹽屋翼）
馬歇爾·亞茲的親信。原先因與魔物戰鬥雙目失明，後再艾比芙萊夫人的引薦下得到桐野悠的醫治而復明，使武鬥派欠了夫人的人情。
多納·多那（Dona Dona，聲：松平真之介／堀内賢雄〔R〕）
傳統派的貴族領袖，野心勃勃，一切以貴族的利益為優先考量。曾派人試圖潛入拉比村，卻遭遇慘敗。貪念未改，先煽動撒旦崇拜者暗殺三聖女露娜；還打算逼迫大聖女安潔兒下嫁自己，再操控領土出產的水魔石以要脅其他貴族，最終目標是控制整個聖光國。
密禮甘（Mirigan，聲：成澤卓〔R〕）
多納·多那畜養的傭兵，嗜殺的虐待狂，被派往拉比村偵察狀況，卻慘遭田原、悠給殲滅，如今它成為了培育美麗花朵的「土壤」。
阿茲魯（Azur，聲：龜山雄慈〔R〕）
多納·多那的執事。行事風格乾淨俐落，暗殺技巧高超。

#### 拉比村
伊葛兒（聲：鬼頭明里／野口衣織〔R〕）
露娜幼時的摯友，亞人中的鷹人族。原先夢想著成為露娜的侍從並一直陪伴其身旁，但卻在露娜被教會接走以後，因身為鷹人族的身分被發現，而被教會流放。在經歷了多年的流離失所後，好不容易遇上願意接納自己的人類部落，卻因皇國的迫害，導致部落被毀，自己也淪為皇國的囚犯。在被賣往魔族領途中，遇上惡魔崇拜者的席季，險些被捲入惡魔與天使的戰鬥，所幸被及時趕到的露娜和九內救出。因不明原因身患詛咒，好在被九內利用道具輕描淡寫地解除了。
瓊（聲：荒浪和沙）
居住於拉比村的女性兔人族，後受九內雇用，於溫泉旅館工作。
茉茉（聲：久保百合花）
居住於拉比村的女性兔人族，後受九內雇用，於溫泉旅館工作。
歐·溫格魯（聲：山本兼平）
前山賊集團土龍的首領，原先想襲擊身為聖女的露娜，卻被意外闖入的九內給擊潰。在受到田原雇用後，來到拉比村工作，並將關於伊葛兒的消息告知露娜，而獲得聖赦。

### 冒險者
蜜柑（聲：生天目仁美／茅野愛衣〔R〕）
B級的冒險者，女戰士，總是和雪風一起行動。受九內所託，帶著他來到北方的監獄迷宮。
雪風（聲：德井青空／土屋李央〔R〕）
B級的冒險者，魔法師，女性化裝扮，最喜歡引誘魔王，常常说些令人误会的词。
敏可（水貂）（Mink，聲：櫻咲千依／鈴木實里〔R〕）
S級的冒險者，職業是僧侶。雖有著中二病氣質，但實力相當可靠，具有與高階惡魔一戰的能力。在黑暗公爵襲擊聖城時，與聖女祈菈合力對戰黑暗公爵，卻依舊不敵。在奧爾岡的要求下，與九內等人合作前往魔族領，並與茜搭當一同潛入獸人國制造騷動，好讓九內等人能順利潛入魔族領。在茜的強求下，不得不與其一同闖入魔族領第一奴隸市場，並在消滅惡魔串刺公後，救出受困的奴隸們。在與奧爾岡以及猿人族會合後，一同攻入貝爾菲格爾居城，卻不料遭到貝爾菲格爾輕易團滅，被來到的九內所救。
奧爾岡（風琴）（Organ，聲：M·A·O／橘美來〔R〕）
S級的冒險者，敏可的搭檔，400多歲，總是身著斗蓬。與忒瓏一樣是惡魔與人類混血生下的魔人，母親則是被惡魔俘虜的人類，在生下她後便被慘忍殺害，而自己一出生就被作為實驗體對待，因此喪失味覺。在多方了解過九內的的實力後，委託其與自己一同潛入魔族領，向父親復仇，並在旅程中逐漸對九內產生好感。因魔人血脈缺陷無法擁有惡魔標誌性的惡魔角，所以過去在魔族領生活期間飽受歧視，為此曾多次渴望自己能長出惡魔角，直到獲得伯斗所贈的小惡魔角後，才得以釋懷。九內消滅貝爾菲格爾以後，表白要為九內誕育子女，被敏可反對並強行帶走。九內送了她不夜城的制服，是異世界第一位得這制服，讓她深受桐野悠與田原勇的認同，稱她為「第一號」；她則對外自稱是「被路西法選中的女人」。

### 惡魔崇拜者
烏托邦（聲：子安武人／岸尾大輔〔R〕）
惡魔崇拜者集團的教主。批判教會與貴族的貪污腐敗，宣揚平等均富，挑動窮人敵對情緒，吸納支持者。曾多次派人製造混亂，並召喚惡魔、魔物等，意圖殺害聖女。
沃金（聲：辻井健吾／影山貴廣〔R〕）
惡魔崇拜者集團的幹部，教主不再期間由其負責處理事務。
卡彌亞（聲：岩澤俊樹）
惡魔崇拜者集團的幹部，受命去襲擊離開聖光國前往魔族領的露娜。在任務失敗逃走的途中遭多納屬下阿茲魯所殺。

### 賽諾維亞新王國
貝亞托莉絲·科斯坦察一世·卡斯蒂莉亞（聲：中島愛〔R〕）
16歲，賽諾維亞新王國宰相女王。10歲時便將父親流放，登基成為女王，12歲起花費了4年時間，先後吞併周邊兩個國家，而被人稱為「北方小霸主」。實際上是受到孔明的強迫，自身很不情願擔任女王的工作。
孔明（聲：遠藤綾〔R〕）
賽諾維亞新王國宰相，貝亞托莉絲的前輩。為避免前任君王造成國家滅亡，強逼年僅10歲碧翠絲登基，並製造外敵來化解國內矛盾，而被稱人稱為「冰之宰相」。起初意圖利用曾經身為露娜侍從的伊葛兒，來挑起聖光國與萊特皇國的矛盾。
半藏（聲：乙幡美成〔R〕）
賽諾維亞新王國間諜組織首領，受孔明之令，將伊葛兒在皇國手裡的消息送到拉比村。

### 帕爾瑪王國
凱姬（Cake，聲：宮咲あかり〔R〕）
前帕爾瑪王國大公主，全稱帕爾瑪·雷阿齊斯·拉·托爾·多維爾·西德凱姬 (Shortcake Dowell La Tour Rarecheese Palma)，暱稱凱姬。她表面慈愛善良，實則性格腹黑。在帕爾瑪王國與賽諾比亞王國戰爭期間，被綁架至魔族領的奴隸市場，並遭到上級惡魔凱爾的百般折磨，為此不得不想方設法活下去。在假借惡魔凱爾的名義後，成功說服串刺公放行自己前往第二奴隸市場，但在抵達後，隨即碰到猿人族的襲擊行動，因而讓惡魔漢澤爾懷疑此事與自己有關，就在險些被打死之際，被無意間闖入的九內伯斗所救下。在恢復傷勢後，趁著九內教訓漢澤爾之際，出手刺殺漢澤爾，隨後被九內先行送回秘密基地安置。
雷昂
前帕爾瑪王國將軍。曾憑藉一己之力，挽救瀕臨滅亡的帕爾瑪王國，並打敗賽諾比亞王國，而被視為英雄，但在公主凱姬失蹤後，不得不臣服賽諾比亞新王國。
哈瑪
流落魔族領第一奴隸市場的人類奴隸。在茜消滅串刺公後，得以成功獲救。

### 萊特皇國
「眼鏡宅」沃特梅格（Otame Mega (Ota-glasses)，聲：村瀨步〔R〕）
萊特皇國的兩名聖勇者之一，稱號「白色彗星」，另一名勇者則被稱為「紅色惡魔」。眼鏡宅經常幫助萊特皇國以外的北方諸國之百姓，即便皇國反對依然如此。他背上的「聖衣箱」插着兩柄武器，是大劍與流星錘。
白色三連星
眼鏡宅勇者的三名夥伴，分別為阿爾蒂瑪、凱亞、馬修魯姆。
大神官（聲：楠大典〔R〕）
與魔族領有著某種密約，並將皇國透過戰爭，俘虜的諸國戰俘運送到魔族領，其中包含露娜的好友伊葛兒。

### 惡魔領
惡魔王葛雷歐爾（Greol，聲：山中真尋）
最上位惡魔，十分強大，能支配役使高階魔族，被稱為惡魔王。當初，智天使用自己的生命封印了惡魔王。故事開始的幾個月前，惡魔王解開了封印逃脫出來，魔力與生命力大不如前，要脅鄉村獻出活人，吞食靈魂與肉體，等待回復力量。正要吃下獻牲人質亞可之際，被突然召喚過來的九內伯斗殺死了。亞可因而稱呼九內為魔王。
黑暗公爵歐爾伊特（聲：綠川光／杉田智和〔R〕）
繼承吸血鬼真祖血脈的上級惡魔。在惡魔崇拜者的召喚下襲擊聖城，但被零給輕鬆擊敗。不僅具有透過吸血來恢復力量的能力，還能小概率複製對方能力，也因此透過忒瓏的血，獲得透過顏色來看到人類的靈魂和分辨善和惡的事物這個能力。
黑暗公爵的女僕
黑暗公爵的眷屬，身體因受到座天使的詛咒，正在逐漸結晶化。
凱爾（聲：津田美波〔R〕）
個頭矮小卻的上級惡魔，自稱歐爾伊特的朋友，稱其為歐君。因受到惡魔王的喜愛，而肆無忌憚。手持的大鐮刀，具有詛咒之力，能使受創者難以恢復傷勢。
貝爾菲格爾（聲：置鮎龍太郎〔R〕）
最接近惡魔王的大惡魔，奧爾岡的生父。身穿鎧甲"古代的斷片"，具有讓第五魔法無效化的能力。在得知串刺公死訊以及猿人族進攻領地時，本來還興致缺缺，但在聽到女兒奧爾岡也在襲擊者之中後，頓時興致勃勃。最終被九內伯斗殺死。
串刺公
惡魔領大公，貝爾菲格爾心腹，惡魔領奴隸市場的實際管理者。手持的長槍，具有濃烈瘴氣，能奪取生者的生氣。在凱蒂公主假借凱爾名義時，礙於凱爾受到王的喜愛，而同意讓凱蒂公主前往第二奴隸市場。在茜與敏可等人闖入第一奴隸市場時，與茜交戰，卻不敵被殺。
地獄騎士
負責看守第一奴隸市場的惡魔，串刺公下屬。在串刺公的吩咐下，負責護送凱蒂公主前往第二奴隸市場。在剛抵達第二奴隸市場後不久，便碰上猿人族襲擊，並在猿人將軍一番激戰後，敗下陣來。
漢澤爾
負責管理第二奴隸市場的惡魔。在遭到九內出手教訓時，遭到凱蒂公主趁機刺殺。

### 獸人國
大神主（聲：宮世真理子〔R〕）
蔚藍之狐與火焰之狐的母親。在伯斗出手救下自己的孩子後，為表達感謝說服猿人族協助伯斗襲擊大惡魔貝爾菲格爾的領地。
蔚藍之狐
大神主的孩子之一，火焰之狐的哥哥。在遭到上級惡魔凱爾襲擊時，被伯斗出手救下。
火焰之狐
大神主的孩子之一，蔚藍之狐的妹妹。在遭到上級惡魔凱爾襲擊時，被伯斗出手救下。
龍（聲：北垣內春香〔R〕）
龍人族主母。她似乎知曉世界的秘密，明白九內伯斗是主導世界結局的關鍵。
辰（聲：野田真理愛〔R〕）
龍的女兒，是戰鬥力最強的龍人（たつびと／竜人），連魔族也十分忌憚。
蒙金馬吉克（聲：竹內良太〔R〕）
猿人族首領，獸人國十一位將軍之一，與狗頭人關係不佳。持有特殊道具"如意棒"。在伯斗等人大鬧獸人國時，親自與其交手，卻被輕易打敗，並被套上緊箍。在九內的威逼下，看在大神主大人的面上，同意協助九內等人襲擊魔族奴隸市場，並在與看守的地獄騎士激戰後，將其擊敗。在與奧爾岡、敏可等人會合後，一同攻入貝爾菲格爾居城，卻不料遭到貝爾菲格爾輕易團滅。
哮獸
猿人族智囊，被屬下戲稱為禿頭圓大人。

### 現實世界
美樹（聲：影山貴廣〔R〕）
網名ミキテ（Mikity），暱稱美琪蒂，「INFINITY GAME」的骨灰級玩家，國外知名遊戲公司專務董事，向大野晶提議將「遊戲」做成 MMO。
青木（聲：菊池通武〔R〕）
42-OMG公司常務董事。外貌跟異世界的山賊首領歐·溫格魯十分相似。
xx（聲：土岐隼一〔R〕）
GAME玩家，跟大野晶親密交談的享樂主義者。性別不明、貌似男性的尼特族，終日宅在家中上網。
xxx（聲：野中藍〔R〕）
GAME玩家，梳着雙馬尾的女生，認識XX。因為大野晶放棄了GAME，她跟大野晶鬧翻了。
社長（聲：野中藍〔R〕）
她是42-OMG的總裁，擁有金色雙馬尾的少女。她私下稱大野晶為「路西法」。

## 世界觀與設定

### 天使
上三級天使
神聖的階級，分別為熾天使、智天使、座天使。智天使當年封印惡魔王之後力竭而亡。座天使在耗盡力量召喚九內伯斗後，已經消失。熾天使則長期失去影縱，但聖光國人上下深信祂在某處默默保護着國民。
中三級天使
子的階級，分別為主天使、力天使、能天使。
下三級天使
聖靈的階級，分別為權天使、大天使、天使。

### 國家地區及組織
聖光國
位於大陸南方，九內剛來到這世界時所在的國家。此國家信仰著智天使，以三聖女為精神領袖外，其下有著聖堂教會以及護衛聖女的聖堂騎士團，貴族則分為四個派系。
拉比村
三聖女之一露娜的領地。據說兔人族是過去被智天使所喜愛的種族，因此領地內居住著聖光國內為數不多的亞人兔人族。被九內用來當作這世界的根據地，並進行了大規模改建。
雅禾
聖光國境內的大城市，被稱為貿易之都。因鄰近拉比村，因此建設所需物資多來自此城。
神都
聖光國的首都。其位於城市中央的主城，被稱為聖城，也是三位聖女的居所，受到智天使的結界保護，曾被惡魔崇拜者召喚的惡魔給襲擊。
賽諾比亞新王國
位於大陸北方諸國之一。在新任女王上任後，陸續吞併北方諸多大城市與小國家，而成為北方的強國之一。
帕爾瑪王國
位於大陸北方諸國之一。原為北方諸國中的軍事強國，但在幾年前因賽諾比亞王國的侵略而滅亡。
巴隆共和國
位於大陸北方諸國之一。東邊的國境與獸人國相連，被當成阻斷獸人國的屏障。
亞瑟
巴洛共和國邊境要塞，用來阻隔獸人國。
路基鎮
新手的集鎮，監獄迷宮所在的城市。
蘇·尼奧國
位於大陸北方諸國之一。與魔族領隔著一座死海。
尤里蒂亞士
蘇尼奧國境內的港口都市，擁有通往魔族領的船隻。
萊特皇國
位於大陸西方諸國之一，信奉著偉大的光並由教皇統治的國家，有著兩名聖勇者。在西方諸國當中也屬於軍事強國，長年與西方另外兩個國家有戰爭。
薔薇國
位於大陸西方諸國之一，長年與萊特皇國有紛爭。
魔法國
位於大陸西方諸國之一，長年與萊特皇國有紛爭。
獸人國
位於大陸東方，國家有大面積的森林，並由眾多亞人種族組成的國家。以龍人為頂點，和十一位支撐國家的首領，便是獸人將軍。因大多數人類國家排斥亞人，而與人類國家為敵對關係，並長年與魔族交戰。
神社遺跡
南之神域所在地，位於獸人國境內的南部森林，與魔族貝爾菲格爾領地相鄰。
魔族領
位於大陸東方，常年與獸人國征戰，但因龍的介入時常使魔族遭受打擊，而內部的惡魔們也常有領地糾紛。
貝爾菲格爾領地
大惡魔貝爾菲格爾的領地，有一座居城與三處奴隸市場。第一奴隸市場的奴隸，是可隨意折磨的玩具，但在撐過折磨後，還能保持清醒的人便會被送去第二奴隸市場，進行洗腦教育，完成洗腦後才會被送去真正意義的第三奴隸市場進行拍賣。

## 出版書籍

### 輕小說
Monster文庫版
為在成為小說家吧公開的Web版加上番外篇。已因新裝版的出版停刊。
| 卷數 | 雙葉社         | 雙葉社                 |
| 卷數 | 發售日期       | ISBN                   |
| ---- | -------------- | ---------------------- |
| 1    | 2017年6月30日  | ISBN 978-4-575-75141-3 |
| 2    | 2017年10月30日 | ISBN 978-4-575-75166-6 |
| 3    | 2018年3月30日  | ISBN 978-4-575-75194-9 |

新裝版 改由Mノベルス發行
在monster文庫版的基礎上修正了劇情以及Web版的後續(自第四卷開始與Web版劇情分離)
| 卷數 | 雙葉社         | 雙葉社                 | 東立出版社    | 東立出版社             |
| 卷數 | 發售日期       | ISBN                   | 發售日期      | ISBN                   |
| ---- | -------------- | ---------------------- | ------------- | ---------------------- |
| 1    | 2018年10月22日 | ISBN 978-4-575-24115-0 | 2019年7月25日 | ISBN 978-957-263-625-1 |
| 2    | 2019年2月15日  | ISBN 978-4-575-24147-1 |               |                        |
| 3    | 2019年5月30日  | ISBN 978-4-575-24178-5 |               |                        |
| 4    | 2019年8月30日  | ISBN 978-4-575-24202-7 |               |                        |
| 5    | 2020年2月29日  | ISBN 978-4-575-24254-6 |               |                        |
| 6    | 2020年8月31日  | ISBN 978-4-575-24314-7 |               |                        |
| 7    | 2021年2月27日  | ISBN 978-4-575-24381-9 |               |                        |
| 8    | 2021年11月29日 | ISBN 978-4-575-24472-4 |               |                        |
| 9    | 2023年9月29日  | ISBN 978-4-575-24677-3 |               |                        |
| 10   | 2024年9月30日  | ISBN 978-4-575-24772-5 |               |                        |

### 漫畫
| 卷數             | 雙葉社         | 雙葉社                 | 東立出版社     | 東立出版社             |
| 卷數             | 發售日期       | ISBN                   | 發售日期       | ISBN                   |
| ---------------- | -------------- | ---------------------- | -------------- | ---------------------- |
| 1                | 2018年3月30日  | ISBN 978-4-575-41023-5 | 2020年1月13日  | ISBN 978-957-26-3726-5 |
| 2                | 2018年8月30日  | ISBN 978-4-575-41032-7 | 2020年10月29日 | ISBN 978-957-26-3727-2 |
| 3                | 2019年1月30日  | ISBN 978-4-575-41046-4 | 2021年1月18日  | ISBN 978-957-26-3728-9 |
| 4                | 2019年6月28日  | ISBN 978-4-575-41063-1 |                |                        |
| 5                | 2019年12月28日 | ISBN 978-4-575-41095-2 |                |                        |
| 魔王陛下RETRY！R |                |                        |                |                        |
| 1                | 2020年7月30日  | ISBN 978-4-575-41132-4 |                |                        |
| 2                | 2020年12月28日 | ISBN 978-4-575-41189-8 |                |                        |
| 3                | 2021年7月30日  | ISBN 978-4-575-41258-1 |                |                        |
| 4                | 2022年1月14日  | ISBN 978-4-575-41346-5 |                |                        |
| 5                | 2022年7月15日  | ISBN 978-4-575-41458-5 |                |                        |
| 6                | 2023年1月13日  | ISBN 978-4-575-41571-1 |                |                        |
| 7                | 2023年8月30日  | ISBN 978-4-575-41717-3 |                |                        |
| 8                | 2024年2月29日  | ISBN 978-4-575-41836-1 |                |                        |
| 9                | 2024年9月30日  | ISBN 978-4-575-41981-8 |                |                        |

## 電視動畫
於2019年7月3日開始播出。2023年8月21日，官方宣布衍生漫畫《重來吧！魔王大人R》TV動畫決定製作。於2024年10月5日播出，製作公司由EKACHI EPILKA更換為月虹。網絡於9月28日提前播出。

### 製作人員
|                    | 魔王陛下RETRY！               | 魔王陛下RETRY！R               |
| ------------------ | ----------------------------- | ------------------------------ |
| 原作               | 神埼黑音                      | 神埼黑音                       |
| 原作               | 不適用                        |                                |
| 原作插畫           | sune                          | 不適用                         |
| 監督               | 木村寬                        | 古賀一臣                       |
| 系列構成           | 谷崎央佳                      | 高山克彥                       |
| 角色原案           | 飯野誠                        | 飯野誠                         |
| 角色設計、道具設計 | 中山知世                      | 保村成                         |
| 美術監督           | 下元智子                      | 李書九                         |
| 色彩設計           | 有尾由紀子                    | 村口東仁                       |
| 攝影監督           | 岡田由紀                      | 楊曉牧                         |
| 音響監督           | 阿部信行                      | 阿部信行                       |
| 音樂               | 寶野聰史                      | SUPA LOVE                      |
| 動畫製作           | EKACHI EPILKA                 | 月虹                           |
| 製作               | 「魔王陛下RETRY！」製作委員会 | 「魔王陛下RETRY！R」製作委員会 |

### 主題曲
《魔王陛下RETRY！》
片頭曲「TEMPEST」
作詞：兒玉沙織，作曲：，編曲：岩橋星實，主唱：石原夏織
片尾曲「NEW」
作詞、主唱：東城陽奏，作曲、編曲：YOSHIHIRO
《魔王陛下RETRY！R》
片頭曲
作詞、主唱：ASCA，作曲、編曲：
片尾曲
作詞、作曲、編曲、歌：MIMiNARI

### 各話列表
| 話數                 | 標題                | 劇本                | 分鏡                | 演出                         | 作畫監督 | 總作畫監督                        | 首播日期            |                     |                     |                     |                     |                     |                     |                     |                     |                     |                     |                     |                     |                     |                     |                     |                     |                     |
| 《魔王陛下RETRY！》  | 《魔王陛下RETRY！》 | 《魔王陛下RETRY！》 | 《魔王陛下RETRY！》 | 《魔王陛下RETRY！》          | 《魔王陛下RETRY！》 | 《魔王陛下RETRY！》               | 《魔王陛下RETRY！》 | 《魔王陛下RETRY！》 | 《魔王陛下RETRY！》 | 《魔王陛下RETRY！》 | 《魔王陛下RETRY！》 | 《魔王陛下RETRY！》 | 《魔王陛下RETRY！》 | 《魔王陛下RETRY！》 | 《魔王陛下RETRY！》 | 《魔王陛下RETRY！》 | 《魔王陛下RETRY！》 | 《魔王陛下RETRY！》 | 《魔王陛下RETRY！》 | 《魔王陛下RETRY！》 | 《魔王陛下RETRY！》 | 《魔王陛下RETRY！》 | 《魔王陛下RETRY！》 | 《魔王陛下RETRY！》 |
| -------------------- | ------------------- | ------------------- | ------------------- | ---------------------------- | --- | --------------------------------- | ------------------- | ------------------- | ------------------- | ------------------- | ------------------- | ------------------- | ------------------- | ------------------- | ------------------- | ------------------- | ------------------- | ------------------- | ------------------- | ------------------- | ------------------- | ------------------- | ------------------- | ------------------- |
| 第1話                | 魔王降臨            | 谷崎央佳 木村寬     | 木村寬              | 木村寬                       | rere Cerberus Suwarin Promjutikanon Chotanan Pipobworachai | 不適用                            | 2019年 7月4日       |                     |                     |                     |                     |                     |                     |                     |                     |                     |                     |                     |                     |                     |                     |                     |                     |                     |
| 第2話                | 金色的露娜          | 谷崎央佳 木村寬     | 佐佐木勅嘉          | 藤代和也                     | 齋藤和也 櫻井拓郎 山內尚樹 沼田廣 | 高橋敦子                          | 7月11日             |                     |                     |                     |                     |                     |                     |                     |                     |                     |                     |                     |                     |                     |                     |                     |                     |                     |
| 第3話                |                     | 谷崎央佳 木村寬     | 飯田崇              | 葛西良信                     | 增田敏彥 rere Cerberus Suwarin Promjutikanon Chotanan Pipobworachai                                                                                                 | 不適用                            | 7月18日             |                     |                     |                     |                     |                     |                     |                     |                     |                     |                     |                     |                     |                     |                     |                     |                     |                     |
| 第4話                | 桐野悠              | 谷崎央佳 木村寬     | 西森章              | 水本葉月                     | C.K.LIM | 不適用                            | 7月25日             |                     |                     |                     |                     |                     |                     |                     |                     |                     |                     |                     |                     |                     |                     |                     |                     |                     |
| 第5話                | 毫不留情的侵略      | 谷崎央佳 木村寬     |                     | 上原秀明                     | 竹內昭 櫻井拓郎 | 不適用                            | 8月1日              |                     |                     |                     |                     |                     |                     |                     |                     |                     |                     |                     |                     |                     |                     |                     |                     |                     |
| 第6話                | 神都動亂            | 谷崎央佳 木村寬     | 佐佐木勅嘉          | 伊藤文雄                     | S.H.LEE S.K.LIM W.H.CHO | 高橋敦子                          | 8月8日              |                     |                     |                     |                     |                     |                     |                     |                     |                     |                     |                     |                     |                     |                     |                     |                     |                     |
| 第7話                | 乾坤一擲            | 谷崎央佳 木村寬     | 星野真              | 上野史博                     | J.LEEM S.LEE rere Cerberus Suwarin Promjutikanon Chotanan Pipobworachai 小川百合                                                                                    | 不適用                            | 8月15日             |                     |                     |                     |                     |                     |                     |                     |                     |                     |                     |                     |                     |                     |                     |                     |                     |                     |
| 第8話                | 魔王的躍動          | 谷崎央佳 木村寬     | 富永恒雄            | 粟井重紀                     | J.S.PARK C.G.LIM G.S.CHOI | 不適用                            | 8月22日             |                     |                     |                     |                     |                     |                     |                     |                     |                     |                     |                     |                     |                     |                     |                     |                     |                     |
| 第9話                |                     | 木村寬              | 飯田崇              | 葛西良信                     | 青木真理子 齊藤香織 大谷理惠 古川博之 宮曉秀 | 不適用                            | 8月29日             |                     |                     |                     |                     |                     |                     |                     |                     |                     |                     |                     |                     |                     |                     |                     |                     |                     |
| 第10話               | 夫人，咆哮          | 舛田弦太郎          |                     | 赤井倍人                     | 服部益實 古川博之 宮曉秀 rere Cerberus Suwarin Promjutikanon Chotanan Pipobworachai                                                                                 | 不適用                            | 9月5日              |                     |                     |                     |                     |                     |                     |                     |                     |                     |                     |                     |                     |                     |                     |                     |                     |                     |
| 第11話               | 雪風來襲            | 舛田弦太郎          | 佐佐木勅嘉          | 伊藤文雄                     | H.W.JOO S.K.LIM | 不適用                            | 9月12日             |                     |                     |                     |                     |                     |                     |                     |                     |                     |                     |                     |                     |                     |                     |                     |                     |                     |
| 第12話               | 白天使與魔王大人    | 舛田弦太郎          | 木村寬 大島美穗     | 木村寬 大島美穗              | 佐佐木綾香 齋藤和也 | 不適用                            | 9月19日             |                     |                     |                     |                     |                     |                     |                     |                     |                     |                     |                     |                     |                     |                     |                     |                     |                     |
| 《魔王陛下RETRY！R》 |                     |                     |                     |                              | |                                   |                     |                     |                     |                     |                     |                     |                     |                     |                     |                     |                     |                     |                     |                     |                     |                     |                     |                     |
| 第1話                |                     | 高山克彥            | 西田正義            | 古賀一臣                     | 富田泰弘 北村晉哉 宮澤紅音 | 保村成 佐藤好                     | 2024年 10月5日      |                     |                     |                     |                     |                     |                     |                     |                     |                     |                     |                     |                     |                     |                     |                     |                     |                     |
| 第2話                |                     | 高山克彥            | 關野關重            | 北林凜太朗                   | RITERA PICTURES KIM JIN KYOUNG PARK JIN GWANG KIM SO YEON KIM JI WOO Jang Myoung In Ahn Eun Bom KIM DA BIN YEON JI HYE LEE HYEONG EUI SON SOPHEAPANHA KHIEV SOTHINA | 保村成 奥山裕也 富田康弘          | 10月12日            |                     |                     |                     |                     |                     |                     |                     |                     |                     |                     |                     |                     |                     |                     |                     |                     |                     |
| 第3話                |                     | 高山克彥            | 菱川直樹            | 菱川直樹                     | 宮澤紅音 上西麻耶 小田真弓 田中奈奈 今井雅美 | 保村成 佐藤好 奥山裕也            | 10月19日            |                     |                     |                     |                     |                     |                     |                     |                     |                     |                     |                     |                     |                     |                     |                     |                     |                     |
| 第4話                |                     | 高山克彥            | 佐佐木敕嘉          | 山內東生雄                   | 齊藤香織 壽夢龍 成松義人 細田沙織 藤井圭 | 保村成 富田泰弘 奧山裕也 高瀨大輝 | 10月26日            |                     |                     |                     |                     |                     |                     |                     |                     |                     |                     |                     |                     |                     |                     |                     |                     |                     |
| 第5話                |                     | 高山克彥            | 北林凜太郎 關野關重 | 吉村朝陽                     | 云艺动漫 安藤勘作 高橋香織 橋本穂高 | 奥山裕也                          | 11月2日             |                     |                     |                     |                     |                     |                     |                     |                     |                     |                     |                     |                     |                     |                     |                     |                     |                     |
| 第6話                |                     | 高山克彥            | 大宇征基            | 山崎茂                       | 貓先森 狼嚎 劉志星 小林Rin 周玄 | 佐藤好 奧山裕也 高瀨大輝          | 11月9日             |                     |                     |                     |                     |                     |                     |                     |                     |                     |                     |                     |                     |                     |                     |                     |                     |                     |
| 第7話                |                     | 高山克彥            | 山崎立士            | 安藤勘作 北林凜太郎 山崎立士 | RITERA PICTURES LIKAI STUDIO KIM DA BIN HAN SO YI KIM HONG IK PARK JIN GWANG KIM JI WOO SON SOPHEAPANHA KHIEV SOTHINA THEA EYIN TripleA 野口智也                    | 不適用                            | 11月16日            |                     |                     |                     |                     |                     |                     |                     |                     |                     |                     |                     |                     |                     |                     |                     |                     |                     |
| 第8話                |                     | 高山克彥            | 西田正義            | 高下勇成                     | 保村成 壽夢龍 上西麻耶 北村晉哉 小田真弓 | 佐藤好                            | 11月23日            |                     |                     |                     |                     |                     |                     |                     |                     |                     |                     |                     |                     |                     |                     |                     |                     |                     |
| 第9話                |                     | 高山克彥            | 坂田純一            | 上野謙矢                     | 細美稚冬 大熊白 鈴木紗英子 | fu-ta 保村成                      | 11月30日            |                     |                     |                     |                     |                     |                     |                     |                     |                     |                     |                     |                     |                     |                     |                     |                     |                     |
| 第10話               |                     | 高山克彥            | 大森英敏            | 飯野健太郎                   | 高瀨大輝 浪上悠里 細田紗織 宮澤紅音 牛之濱由唯 中島大智 宮田奈保美                                                                                                  | 保村成 奧山祐也                   | 12月7日             |                     |                     |                     |                     |                     |                     |                     |                     |                     |                     |                     |                     |                     |                     |                     |                     |                     |
| 第11話               |                     | 高山克彥            | 山崎立士            | 菱川直樹                     | 宮澤紅音 今井雅美 | 保村成 奧山祐也                   | 12月14日            |                     |                     |                     |                     |                     |                     |                     |                     |                     |                     |                     |                     |                     |                     |                     |                     |                     |
| 第12話               |                     | 高山克彥            | 佐佐木敕嘉          | 冨田泰弘 古賀一臣            | 上西麻耶 北村晉哉 koto 成松義人 高瀨大輝 鷺島優香 原真里菜 壽夢龍 宮澤紅音 冨田康弘 等 美穗                                                                         | 保村成 佐藤好                     | 12月21日            |                     |                     |                     |                     |                     |                     |                     |                     |                     |                     |                     |                     |                     |                     |                     |                     |                     |

### 藍光版
| 卷數 | 發售日期       | 收錄話數     | 規格編號  |
| ---- | -------------- | ------------ | --------- |
| 1    | 2019年9月27日  | 第1話~第4話  | MP-BD0006 |
| 2    | 2019年10月25日 | 第5話~第8話  | MP-BD0007 |
| 3    | 2019年11月29日 | 第9話~第12話 | MP-BD0008 |

## 外部連結
- 成為小說家吧《魔王陛下RETRY！》網路版（日語）
- 電視動畫《魔王陛下RETRY！》官方網站 （页面存档备份，存于）（日語）
- 電視動畫《魔王陛下RETRY！R》官方網站 （页面存档备份，存于） （日語）
- 電視動畫《魔王陛下RETRY！》、《魔王陛下RETRY！R》官方的X（前Twitter）（日語）